# Supercoupe du Cameroun de football
La Supercoupe du Cameroun de football, aussi appelée Super Coupe Roger Milla entre 1999 et 2002, et Trophée des champions depuis 2019, est une  compétition de football opposant le Champion du Cameroun au vainqueur de la Coupe du Cameroun.

## Finales
| Année | Vainqueur              | Finaliste         | Score |
| ----- | ---------------------- | ----------------- | ----- |
| 1999  | Sable Batié            | Canon Yaoundé     | 1 - 0 |
| 2000  | Kumbo Strikers         | Fovu Baham        | 1 - 0 |
| 2001  | Fovu Baham             | Cotonsport Garoua | 1 - 0 |
| 2002  | Mount Cameroun         | Cotonsport Garoua | 2 - 0 |
| 2019  | Stade Renard de Melong | UMS Loum          | 3 - 1 |
| 2022  | Bamboutos              | Coton Sport FC    | 1 - 0 |
| 2023  | Coton Sport FC         | Fovu Club         | 2 - 0 |

## Bilan
| Club                   | Titres |
| ---------------------- | ------ |
| Coton Sport FC         | 1      |
| Mount Cameroun         | 1      |
| Stade Renard de Melong | 1      |
| Bamboutos              | 1      |
| Fovu Baham             | 1      |
| Kumbo Strikers         | 1      |
| Sable Batié            | 1      |

## Source
- RSSSF
- CRTV